# Eugraphe suavis
Eugraphe suavis är en fjärilsart som beskrevs av Otto Staudinger 1895. Eugraphe suavis ingår i släktet Eugraphe och familjen nattflyn. Inga underarter finns listade i Catalogue of Life.